# Șipoceane, Sofia
Șipoceane (în bulgară Шипочане) este un sat în comuna Samokov, regiunea Sofia,  Bulgaria. 

## Demografie
Componența etnică a satului Șipoceane
     Bulgari (99,33%)
     Nicio identificare (0,66%)
     Altele (0%)
La recensământul din 2011, populația satului Șipoceane era de 150 locuitori. Din punct de vedere etnic, majoritatea locuitorilor (99,33%) erau bulgari. Pentru 0,66% din locuitori nu este cunoscută apartenența etnică.